# Гешарим
Гешарим, также известный как Мосты культуры, — старейшее израильско-российское еврейское издательство. Создано в 1990 году. Основатель и бессменный директор — Михаил Гринберг. Издательством выпущено более 500 книг общим тиражом около 2 миллионов экземпляров. Производство сосредоточено в основном в Москве.
Ассоциация Мосты Культуры занимается не только изданием книг, но и просветительской деятельностью, под эгидой издательства проводятся выставки, семинары и конференции.
За вклад развитие культурных связей между Россией и Израилем директор издательства Михаил Гринберг в 2012 году был награждён медалью Пушкина.

## Просветительская деятельность
Одним из сотрудников издательства был[когда?] литературный критик Михаил Эдельштейн. На Московской международной книжной выставке-ярмарке более 10 лет основной состав экспозиции «еврейских» стендов составляли книги издательства «Гешарим». Помимо показа книг на экспозиции, издательство проводит в престижных клубах Москвы презентации новинок, встречи с авторами, художниками, переводчиками. Расписание и тематика этих встреч публикуется на сайте издательства.
Главная заслуга издательства, по мнению Михаила Гринберга, — это создание аудитории читателей еврейской книги в России, в Израиле, и в других странах.

## Книжные серии
- «Всемирная история еврейского народа»
- «Флавиана»
- «История»
- «Прошлый век»
- «Еврейское искусство»
- «Памятники еврейской исторической мысли»
- «Библиотека Иудаика»
- «Вид с горы Скопус»
- «Вестник Еврейского университета»
- «Эхо Синая»
- «Жизнь Замечательных Евреев»
- «Тень еврейского народа»
- «Израиль: война и мир»
- «Сионизм»
- «Изыскания в еврейской мистике»
- «Каббала и еврейская традиция»
- «Еврейское образование»
- «Иудаизм»
- «Литература Израиля»
- «Поэзия и проза»
- «Детская литература»
- «Израилю 60 лет»